# Melissa Heiduk
Melissa Heiduk (* 29. Juni 1989 in Bochum) ist eine deutsche Popsängerin. Bekannt wurde sie durch ihre Teilnahme an X Factor im Jahr 2012.

## Biografie
In der Schulzeit sang Heiduk in der Schulband, danach spielte sie von 2009 bis 2011 mit der Band Half11. Daneben trat die Bochumerin in Clubs und bei verschiedenen Veranstaltungen im Ruhrgebiet auf, unter anderem bei der Session Possible des Musikers Wolf Codera. Des Weiteren trat sie mit einer eigenen Karaoke-Show auf, die sie erfolgreich in der Musikkneipe Kult etablierte.
Nachdem sie es zuvor mehrfach vergeblich bei Castingshows versucht hatte, bewarb sich Melissa Heiduk 2012 erfolgreich bei X Factor und schaffte es in eine der vier Gruppen der Liveshows. Dort konnte sie sich gegen ihre zwei Mitkonkurrentinnen durchsetzen und wurde schließlich Zweite hinter dem Folkduo Mrs. Greenbird. Im Finale sang sie das Lied Send Me an Angel von den Scorpions. Das Lied wurde anschließend in den Downloadshops angeboten und erreichte Platz 51 der deutschen Charts. Mit dem Lied Bigger Than Big bewarb sich Heiduk um eine Wildcard für Unser Song für Österreich um Deutschland beim Eurovision Song Contest 2015 zu vertreten.

## Diskografie
Lieder
- Send Me an Angel (2012)